# تل مظهر
تل مظهر هو تل أو تل استيطاني أثري يقع في محافظة ديالى (العراق). تم التنقيب في الموقع بسبب غمره بالمياه الناجمة عن سد حمرين. تشتهر مظهر بمنزل العبيد المحفوظ جيدًا. وقد وثق وجود احتلال مهم يعود إلى عصر الأسرة المبكرة في مظهر، وهو عبارة عن مبنى دائري نموذجي لمنطقة حمرين في ذلك الوقت.

## الموقع وبيئته
تبلغ أبعاد التل 100متر × 80 متر، وبارتفاع مرتين ونصف المتر فوق السهل المحيط به. امتدت الرواسب الأثرية إلى عمق أربعة أمتار تقريبًا تحت سطح السهل الحالي، مما يشير إلى أن تراكمًا كبيرًا للتربة ربما حدث منذ استيطان مظهر لأول مرة.

## تاريخ البحث
أستمر التنقيب في تل مظهر على مدى أربعة مواسم بين عامي 1977و1980من قبل البعثة الأثرية البريطانية إلى العراق كجزء من عملية الإنقاذ الدولية الكبيرة لتوثيق المواقع الأثرية التي ستغمرها مياه سد حمرين في نهر ديالى، والذي كان قيد الإنشاء في آنذاك. يعد تل مظهر جزءًا من مجموعة كبيرة من المواقع التي نُقب عنها في فترة العبيد، بما في ذلك تل عبادة، وتل رشيد، وتل سعدية. خلال عملها في مظهر، قامت البعثة الأثرية البريطانية أيضًا بحفريات أصغر في موقعين آخرين في حمرين: تل الرويبضة وتل هيزلون. تم الإشراف على أعمال التنقيب في تل مظهر من قبل نيكولاس بوستجيت، وت. كويلر يونج، ومايكل روف .

## تاريخ المهنة
لم يُعثر في المرحلة الأقدم لتل مظهر على أي بقايا معمارية. يبدو أن الفخار على طراز العبيد كان مشابهًا جدًا لفخار المستوى الثاني، مرحلة الاحتلال التالية.
تمثل مرحلة الاحتلال المستوى الثاني والأكثر أهمية في تل مظهر. أهم ما يميز هذا المستوى منزل محفوظ بالكامل تقريبًا، ووصفه مايكل روف بأنه "أحد أفضل المباني ما قبل التاريخ المحفوظة التي عثر عليها على الإطلاق في بلاد ما بين النهرين". تم الحفاظ على الجدران حتى ارتفاع 2 متر، وهي مبنية من الطوب اللبن المستطيل ومدعومة بسياج من الجص. انهارت الأجزاء العلوية من الجدران، ولكن من خلال حساب عدد صفوف الطوب اللبن المتساقطة، أمكن قياس ارتفاعها الذي كان في الأصل نحو 3.5 متر. وعثر داخل المبنى على قطع من الجبس مطلية باللون الأحمر، ما يدل على أن (بعض) الجدران كانت مزخرفة. كان المبنى المستقل صغيرًا نسبيًا، تبلغ مساحته حوالي 14مترًا × 14مترًا، وكان له تخطيط ثلاثي: قاعة مركزية على شكل صليب محاطة بغرف أصغر، بعضها يمكن إغلاقه بالأبواب، يتضح من وجود مقابس الأبواب. دُمر المبنى بالحريق وتم الحفاظ على كل شيء فيه في مكانه، مما يعني أن جميع القطع الأثرية كانت لا تزال في المواقع التي تركها فيها السكان الأصليون في مظهر. وشمل المخزون أواني فخارية(مطلية، محفورة، وغير مزخرفة)، وأحجار الطحن، وشفرات الصوان والزجاج البركاني، ودوامات المغازل، والتماثيل الحيوانية، والعديد من رصاصات المقلاع. عُثر في إحدى الغرف الأصغر على كمية كبيرة من الحبوب المتفحمة، ربما كانت عبارة عن شعير مقشور مكون من 6 صفوف. أدى هذا إلى تحديد تاريخ الكربون المشع بـ 4470 ± 80 قبل الميلاد. وأظهرت مخططات المنازل تشابهات واضحة في المواقع القريبة مثل تل عبادة وتل رشيد والمواقع الواقعة إلى الشمال مثل تيبي جاورا وتلول إيث تلاثات وحتى ديغيرمنتيبي في تركيا. وللفخار تشابهات واضحة مع المواقع الشمالية مثل نوزي وتيبي جاورا. وبناءً على الحفظ الرائع للقطع الأثرية، يمكن تحديد مناطق نشاط محددة داخل المنزل؛ حيث تم استخدام بعض الغرف الأصغر للتخزين والطهي، بينما تم استخدام أحد طرفي القاعة المركزية لتناول الطعام وربما استقبال الضيوف.
بعد المستوى الثاني ظلت المستوطنة مأهولة بالسكان. وتأريخ المراحل التالية أيضًا إلى فترة العبيد، وتتألف من منازل خضعت للتعديل باستمرار. ومن الصعب إعادة بناء الطبقات الدقيقة لهذه المراحل المتأخرة من عصر العبيد بسبب الأنشطة اللاحقة في الموقع والتي ألحقت أضرارًا بالغة وتآكلت بقايا عصر العبيد المتأخر.
ولم يعثر المنقبون على أي دليل على وجود استيطان خلال فترة أوروك،أعيد احتلال الموقع خلال فترة الأسرات المبكرة. خلال فترة ED I، عثر على مبنى كبير ذو جدار منحني سميك مع غرف داخل المنحنى. لم يحافظ على البناء بشكل كامل، ولكن لو كان دائرياً كاملاً لكان قطره 30متراً، وهذا البناء المنحني والفخار الموجود بداخله له تشابهات واضحة مع المباني الدائرية التي تعود إلى عصر الأسرات المبكرة والتي تم التنقيب عنها في تل قبة وتل رزوق في منطقة حمرين أيضاً. جعل الفخار والهندسة المعمارية حمرين متميزة عن بقية بلاد ما بين النهرين خلال فترة الأسرات المبكرة، مما يشير إلى أنها قد تمثل نوعًا من"الجيب الثقافي". عثر على عدة مقابر من عصر الأسرات المبكرة الأولى والثالثة ومقبرة واحدة من العصر الأكادي. كان القبر الأكادي يخص شابًا يبلغ من العمر ما بين17و20عامًا، يحتوي على فخار وأدوات وأسلحة برونزية ومجوهرات من العقيق واللازورد كسلع قبر، بالإضافة إلى هيكلين عظميين لخيول.
تتكون أحدث الأدلة من حفر التخزين التي تشير إلى الاحتلال خلال القرنين الثالث عشر والرابع عشر الميلاديين، أستخدم الموقع كمقبرة من قبل القرويين المحليين في الآونة الأخيرة.